# Saldise
Saldise es una localidad española y un concejo de la Comunidad Foral de Navarra perteneciente al municipio de Ollo. Está situado en la Merindad de Pamplona, en la Cuenca de Pamplona. Su población en 2014 fue de 27 habitantes (INE).

## Historia
A mediados del siglo XIX, el lugar tenía contabilizada una población de 77 habitantes. Aparece descrito en el decimotercer volumen del Diccionario geográfico-estadístico-histórico de España y sus posesiones de Ultramar de Pascual Madoz de la siguiente manera:

SALDISE: l. del valle y ayunt. de Ollo, en la prov. de Navarra, part. jud., aud. terr. y dióc. de Pamplona (3 1/2 leg.). sit. en cuesta, con clima sano. Tiene 13 casas; igl. parr. (San Pedro) de entrada y servida por un abad, de provision de los vec. y de S. M. en los meses respectivos; una ermita (San Gregorio). El térm. confina N. Ilzarbe; E. Eguillor; S. Ziriza, y O. Arteta: le atraviesa un riach. que deja al l. á su der., y fertiliza luego el terreno de mediana calidad. caminos locales. Recibe el correo por el balijero del valle. prod.: trigo, vino y legumbres; cria algun ganado y caza. pobl.: 13 vec., 77 alm. riqueza: con el valle. (V. su art.).
(Madoz, 1849, p. 693)